# ガリレイ不変性
ガリレイ不変性（ガリレイふへんせい、Galilean invariance）またはガリレイ相対性理論は、運動の法則がすべての慣性系において同じであることを述べている。ガリレオ・ガリレイは1632年、『二つの主要な世界体系に関する対話』の中で、穏やかな海を揺れずに等速で進む船を例に、この原理を初めて説明した。

## 公式化
ニュートンの理論の公理には次のようなものがある：
1. ニュートンの法則が成り立つ絶対空間が存在する。慣性系とは、絶対空間に対して相対的に一様な運動をする基準系のことである。
2. すべての慣性系は共通の時間を共有する。

ガリレイ相対性理論は次のように示すことができる。2つの慣性系SとS'を考える。Sにおける物理的事象は、Sにおける位置座標r = (x, y, z)と時間tを持ち、S'における位置座標r' = (x' , y' , z' )と時間t'を持つ。上の2番目の公理によって、2つのフレームのクロックを同期させ、t = t' と仮定することができる。S'がSに対して速度vで相対的に一様運動しているとする。S'におけるr' (t)とSにおけるr(t)の関数によって位置が与えられる点物体を考える。
{\displaystyle r'(t)=r(t)-vt.\,}
粒子の速度は、位置の時間微分によって与えられる：
{\displaystyle u'(t)={\frac {d}{dt}}r'(t)={\frac {d}{dt}}r(t)-v=u(t)-v.}
もう一回の微分は、2つの基準系における加速度を与える：
{\displaystyle a'(t)={\frac {d}{dt}}u'(t)={\frac {d}{dt}}u(t)-0=a(t).}

### 電磁気学
ある特定の状況において、電磁場で使用できる2つの一貫したガリレイ変換がある。

#### 磁場システム
{\displaystyle {\begin{aligned}\mathbf {H^{'}} &=\mathbf {H} \\\mathbf {J_{f}^{'}} &=\mathbf {J_{f}} \\\mathbf {B^{'}} &=\mathbf {B} \\\mathbf {M^{'}} &=\mathbf {M} \\\mathbf {E^{'}} &=\mathbf {E} +v^{\mathbf {r} }\times \mathbf {B} \\\end{aligned}}}

#### 電場システム
{\displaystyle {\begin{aligned}\mathbf {E^{'}} &=\mathbf {E} \\\mathbf {D^{'}} &=\mathbf {D} \\\mathbf {\rho _{f}^{'}} &=\mathbf {\rho _{f}} \\\mathbf {P^{'}} &=\mathbf {P} \\\mathbf {H^{'}} &=\mathbf {H} -v^{\mathbf {r} }\times \mathbf {D} \\\mathbf {J_{f}^{'}} &=\mathbf {J_{f}} -\rho _{\mathbf {f} }v^{\mathbf {r} }\\\end{aligned}}}

## 参考資料
1. ↑  McComb, W. D. (1999). Dynamics and relativity. Oxford [etc.]: Oxford University Press. pp. 22–24. ISBN 0-19-850112-9